# 커털린 카르프
커털린 카르프(루마니아어: Cătălin Carp, 1993년 10월 20일 ~ )은 몰도바의 축구 선수로 현재 루마니아 1부 리그의 디나모 부쿠레슈티에서 수비수 겸 미드필더로 활동하고 있다.

## 선수 경력

### 클럽
2014년 루마니아 1부 리그의 CFR 클루지에서 프로에 정식 데뷔한 후 2014-15 시즌 공식전 20경기를 소화하며 팀의 리그 3위에 기여했지만 아쉽게도 2015-16년 UEFA 유로파리그 진출권을 4위팀인 아스트라 지우르지우에 내주고 말았다.
이후 슈테아우아 부쿠레슈티로 이적하여 2015-16 시즌 공식전 13경기에 출전하며 리그 준우승, 루마니아 리그컵 우승에 일조했고 2015-16 시즌 종료 후 비토룰 콘스탄차로 이적하여 팀의 2016-17 리그 우승에 기여했다.
그리고 2017-18 시즌부터 2020-21 시즌 중반까지 러시아 프리미어리그의 FC 우파 소속으로 공식전 90경기 3골을 기록하며 2018-19년 UEFA 유로파리그 플레이오프 진출에 이바지했다.
그 뒤 FC 탐보프에서 리그 9경기를 소화한 뒤 2021년 10월 28일 디나모 부쿠레슈티로 이적하며 4년만에 루마니아 리그로 복귀했다.

### 국가대표팀
2013년 8월 14일 안도라와의 친선 경기에서 국제 A매치 데뷔전을 치렀고 2015년 2월 14일 루마니아와의 친선 경기에서 A매치 데뷔골을 신고했다.
그리고 2021년 3월 31일 이스라엘과의 2022년 FIFA 월드컵 유럽 지역 예선 F조 3차전에서 A매치 통산 2번째 득점을 선제골로 장식했으나 팀은 1-4로 완패했다.

## 수상

### 클럽
CFR 클루지
- 리가 I : 3위 (2014-15)

 슈테아우아 부쿠레슈티
- 리가 I : 준우승 (2015-16)
- 루마니아 리그컵 : 우승 (2015-16)

 비토룰 콘스탄차
- 리가 I : 우승 (2016-17)